# Distiques de Caton

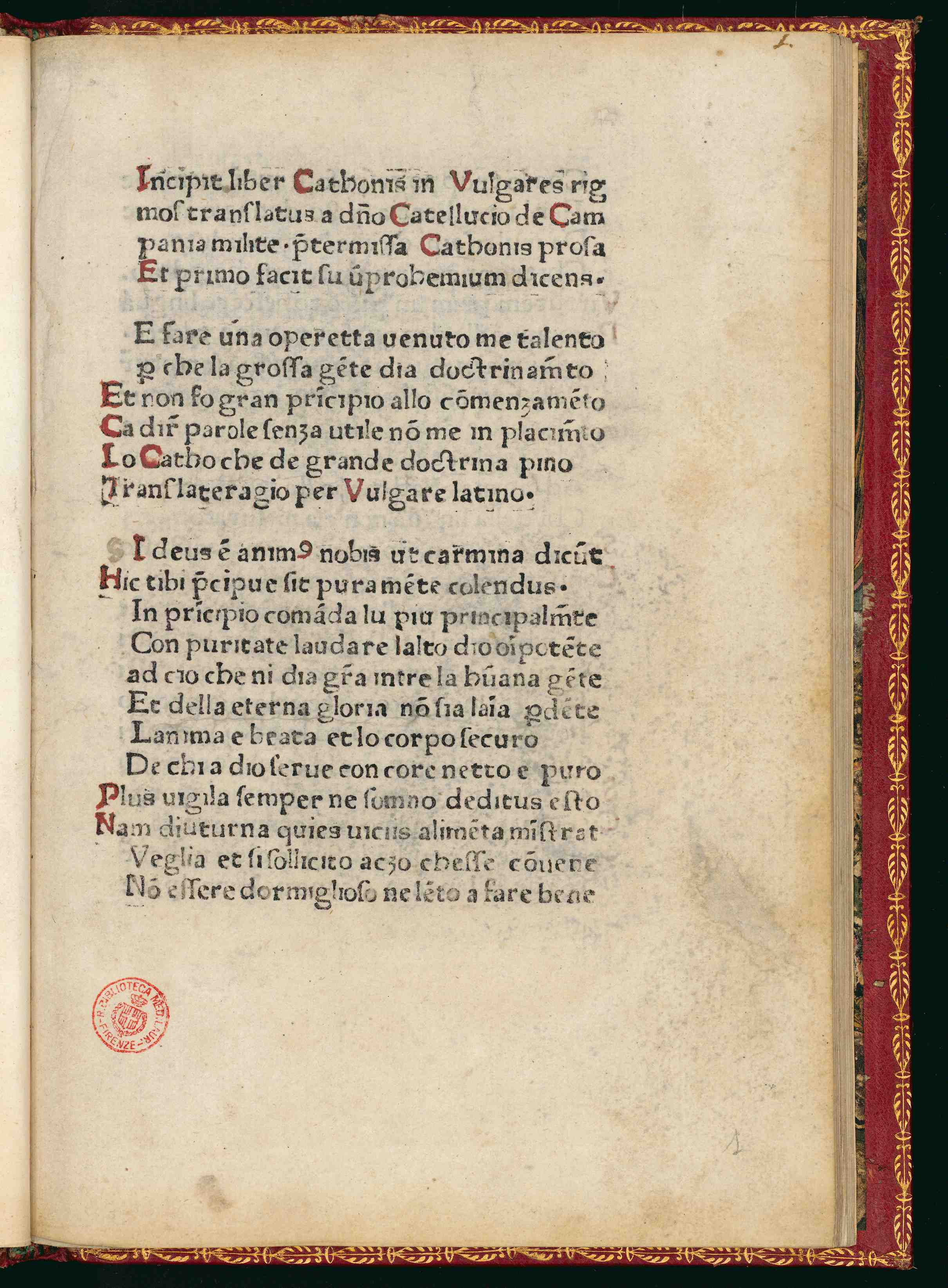
Le début d'une édition de 1475 des Distiques de Caton (Incipit liber Cathonis in vulgares)

Les Distiques de Caton (Disticha catonis en latin) sont des distiques en langue latine que l'on attribuait à Caton l'Ancien, et qui étaient utilisés comme matériel didactique au Moyen Âge.

## Contenu
L'ouvrage comprend une introduction sous forme de lettre, suivie de 57 maximes en prose médiévale  (breves sententiae), et quatre livres de proverbes à visée morale sous forme de paires d'hexamètres. Ces proverbes invitent au détachement, à la patience et à l'indulgence; sans aucune ambition ou allusion politique.

## Transmission
La faveur immense dont ces Disticha ont joui durant tout le Moyen Âge, ainsi que leur usage dans l'enseignement élémentaire du latin nous les ont transmis dans une multitude de manuscrits. Les premières éditions imprimées ont été préparées par Érasme de Rotterdam (Louvain, 1517) et Joseph Justus Scaliger (Leyde, 1598). Mathurin Cordier en donne la première édition en français chez Robert Estienne en 1533. La diffusion des Distiques s'est poursuivie par l'enseignement scolaire de la Renaissance au XIXe siècle, à la fois dans l'enseignement du latin et pour la formation morale des élèves. Ils ont été traduits dans la plupart des langues européennes, en prose comme en vers, accompagnés parfois de commentaires. Benjamin Franklin en a donné une version anglaise en 1735.

## Éditions
- Marcus Boas, H.-J. Botschuyver Disticha Catonis. North-Holland Publ. Co., Amsterdam 1952 (édition critique annotée).
- Dumoulin,  Distiques de Caton en vers latins, grecs et français, impr. Fuchs, Paris, 1802

## Voir également
- (la) Distiques de Caton (Wikisource)
- (la) « Disticha Catonis », sur The Latin Library (consulté le 8 novembre 2016)
- Texte en latin avec l'Introduction et les breviores sententiae
- Description sur Libri Europæ
- Gerard Leeu, Pseudo-Cato (vulgo Disticha Catonis). Anvers  1. III. 1485 (Modèle:ULBDD)
- Pierre Grognet en écrit en 1531 une traduction dans son ouvrage Les Mots dorés de Caton en français et en latin.